# 아크몰린스크주
아크몰린스크주(러시아어: Акмолинская область)는 1868년부터 1920년까지 존재했던 러시아 제국의 주로 주도는 옴스크이며 면적은 594,672.6km2, 인구는 1,555,679명(1915년 당시 기준)이다. 현재의 러시아와 카자흐스탄에 걸쳐 있었다.